# ريلند
آدريان ريلند ( 1676 - 1718 م ) هو فقيه لغوي، مستشرق وعالم بالخرائط، هولندي.
من آثاره كتاب «في الديانة المحمدية» و «فلسطين موضحة بحسب الآثار القديمة» (1714 م).

## روابط خارجية
- ريلند على موقع ديسكوغز (الإنجليزية)